# Храми псковської архітектурної школи
Храми псковської архітектурної школи (рос. Храмы псковской архитектурной школы) — об'єкт Світової спадщини ЮНЕСКО, що включає у себе 10 пам'яток церковної архітектури Пскова XII—початку XVII століть. Внесений до списку Світової спадщини рішенням 43-ї сесії Комітету світової спадщини ЮНЕСКО у липні 2019 року,. став 29-м російським об'єктом у списку (у тому числі 18-м культурним).

## Загальна інформація
«Храми псковської архітектурної школи» були внесені до списку Світової спадщини ЮНЕСКО за культурним критерієм (іі), тобто як об'єкт, що «свідчить про значний взаємовплив людських цінностей на даний період часу або у певному культурному просторі, в архітектурі або технологіях, у монументальному мистецтві, у плануванні міст або створенні ландшафтів». При внесенні було надано наступний опис:
Церкви, собори, монастирі, фортечні вежі та адміністративні будівлі утворюють групу пам'ятників, розташованих в історичному місті Псков на річці Велика на південному заході Російської Федерації. Головними особливостями архітектури цих споруд, створених псковською школою архітектури, є кубічні об'єми, куполи, під'їзди та дзвіниці, найранніші елементи яких датовані XII сторіччям. Церкви та собори гармонійно поєднуються із природним ландшафтом, що оточує їх, за допомогою садів, огорож та стін. Під впливом візантійських та новгородських традицій псковська школа архітектури досягла вершини свого розвитку у XV—XVI століттях та стала однією із найвпливовіших у державі. Вона здійснювала значний вплив на формування архітектурних стилів у Росії протягом п'яти століть.

## Історія внесення у список
Починаючи із 2002 року, було здійснено декілька спроб внести пам'ятки давнього Пскова до списку Світової спадщини ЮНЕСКО, спочатку у складі номінації  «Великий Псков», що включала у себе велику кількість пам'яток, розташованих не лише у Пскові, а й в Ізборську та Вибутах. Також була спроба внести Псковський кремль у складі серійної номінації «Кремлі Росії»; у 2007 році цю заявку було відхилено.
Робота над новою номінацією, «Пам'ятки Давнього Пскова», почалася у 2015 році. До заявки було включено 18 об'єктів, розташованих здебільшого в історичному центрі міста. Проте у 2016 та 2017 роках через те, що належна документація була надана не у повному обсязі, заявки Пскова були відхилені.
У 2018 році матеріали було направлено знову, і ця заявка була схвалена на 43-й сесії Комітету світової спадщини ЮНЕСКО, що проходила у Баку у червні-липні 2019 року, проте із 18 об'єктів для включення до списку було затверджено лише 10.
Уряд Псковської області планує в майбутньому збільшити кількість пам'яток регіону у списку Світової спадщини ЮНЕСКО, для чого потребуються реставраційні роботи та значні грошові витрати.

## Склад[4][13]
| №        | Зображення | Назва                                                                   | Час спорудження  |
| -------- | ---------- | ----------------------------------------------------------------------- | ---------------- |
| 1523-001 |            | Собор Іоанна Предтечі Іванівського монастиря                            | XIII століття    |
| 1523-002 |            | Ансамбль Спасо-Мирозького монастиря: Преображенський собор              | XII століття     |
| 1523-003 |            | Церква Михайла Архангела із дзвіницею                                   | XIV століття     |
| 1523-004 |            | Церква Покрова від Пролому                                              | XV—XVI століття  |
| 1523-005 |            | Церква Козьми та Даміана з Примостя, рештки дзвіниці, ворота та огорожа | XV—XVII століття |
| 1523-006 |            | Церква Георгія зі Взвозу                                                | XV століття      |
| 1523-007 |            | Церква Богоявлення із дзвіницею                                         | XV століття      |
| 1523-008 |            | Церква Миколи з Усохи                                                   | XVI століття     |
| 1523-009 |            | Церква Василя на Гірці                                                  | XV століття      |
| 1523-010 |            | Ансамбль Снітогорського монастиря: собор Різдва Богородиці              | XIV—XVI століття |